# The Rooster Prince
"The Rooster Prince" ("O Príncipe Galo", em português) é o segundo episódio da série de televisão e antologia Fargo exibida originalmente pelo canal FX. O episódio foi escrito pelo criador e showrunner da série, Noah Hawley, e dirigido por Adam Bernstein. O título é uma referência à parábola judaica de mesmo nome.
No episódio, a máfia de Fargo envia dois assassinos de aluguel, o Sr. Wrench (Russell Harvard) e o Sr. Numbers (Adam Goldberg), para encontrar o homem por trás do assassinato de Sam Hess; o homem em questão, Lorne Malvo (Billy Bob Thornton), é contratado pelo dono da linha de supermercados "King", Stavros Milos (Oliver Platt), para encontrar o autor das chantagens que recebeu. Enquanto isso, a policial Molly Solverson (Allison Tolman) suspeita que Lester Nygaard (Martin Freeman) está intimamente envolvido no caso do assassinato de Hess, mas não consegue o convencer o novo delegado Bill Oswalt (Bob Odenkirk) de suas suspeitas.
"The Rooster Prince" foi aclamado pela crítica, e foi assistido por uma média de 2.04 milhões de telespectadores. O episódio recebeu uma indicação ao Prêmio Emmy na categoria de Melhor Edição de Imagem de Câmera Única para uma Série Limitada ou Filme.

## Enredo
O Sr. Wrench e Sr. Numbers — que são dois assassinos de aluguel — são enviados de Fargo para Bemidji em busca do assassino de Sam Hess. Um associado chamado Max Gold dá uma pista para que procurassem no clube de strip onde ele foi morto e uma dançarina fornece uma descrição do suspeito, e então eles sequestram um homem que se iguala nas características descritas. Posteriormente quando são informados de que ele não é o assassino, eles o matam fazendo um buraco e jogando-o dentro de um lago congelado.
Enquanto isso, Bill Oswalt torna-se o novo delegado da polícia após a morte do antecessor, e ele e a policial Molly Solverson acabam divergindo sobre os suspeitos da morte de Thurman. Ela acredita que Lester Nygaard está ligado ao homem congelado no acidente de carro e os assassinatos de Sam Hess, Pearl Nygaard e Thurman, devido ao fato de que ele foi visto conversando com Malvo a respeito do Hess. Bill acredita que foi um vagabundo que matou Hess, Pearl e Thurman durante uma invasão na casa de Lester. Eles interrogam Nygaard, que alega que ele não se lembra precisamente do que havia acontecido e Bill, um amigo de infância dele, se recusa a acreditar que Lester seria capaz de fazer algo tão desprezível. No entanto, Solverson continua investigando a vida pessoal de Nygaard em busca de mais pistas e como resultado acaba sendo removida do caso.
Na cidade de Duluth, Malvo é contratado para descobrir quem está chantageando Stavros Milos, o dono do "Supermercado King" de Minnesota. Milos acredita que sua futura ex-mulher pode ser a responsável. Malvo percebe traços de creme bronzeador em uma nota de chantagem, levando-o a acreditar que o atual namorado da ex-mulher, Don Chumph, é o culpado. As notícias acerca dos eventos em Bemidji chegam até o Departamento de Polícia de Duluth, onde Grimly descobre que o carro que ele parou havia sido roubado. Sem ter certeza do que fazer, ele conversa com a filha sobre uma reunião escolar, onde ela afirma que faria qualquer coisa para ajudar alguém que precisasse, e Gus sorri dizendo que está orgulhoso dela.

## Recepção

### Audiência
O episódio foi exibido originalmente pelo canal de televisão FX nos Estados Unidos no dia 22 de abril de 2014 e atingiu uma audiência de 2.04 milhões de telespectadores. No Reino Unido o show foi ao ar pelo Channel 4 em 27 de abril de 2014 e foi assistido por 1.5 milhões de telespectadores.

### Resposta da crítica
"The Rooster Prince" foi aclamado pela crítica especializada. Atualmente o episódio detém uma classificação perfeita de 100% de aprovação no Rotten Tomatoes.
O crítico Todd VanDerWerff, escrevendo para o The A.V. Club, avaliou o episódio com nota B+ e disse que "The Rooster Prince está um pouco atrás do fascinante primeiro episódio da semana passada, mas o motivo para isso é o som: é aqui que o programa começa a se diferenciar do longa cinematográfico. The Crocodile's Dilemma provoca os espectadores com a ideia de que a série pode ser um remix do filme antes de seguir seu próprio caminho até o final. The Rooster Prince é o episódio em que essa coisa se transforma em um projeto próprio focado em ser um programa de TV."
 

Outra análise positiva foi feita pela crítica Roth Cornet da IGN, cujo veredito foi de que: "O segundo episódio de Fargo do FX nos deu outro vislumbre provocativo da psique fascinante de Lorne Malvo, já que a Detetive Solverson precisa lutar contra a inépcia para se envolver em uma investigação apropriada. O jogo de gato e rato se desenvolve entre ela e Lester e somos apresentados a personagens adicionais ricos e de entretenimento teatral, e a história continua a me deixar querendo mais." Por fim, ela avaliou o episódio com nota 8.8 de 10 indicando grau de avaliação "ótimo".